# Zapasy na Letnich Igrzyskach Olimpijskich 1964 – kategoria do 57 kg w stylu wolnym
Zmagania mężczyzn do 57 kg to jedna z ośmiu męskich konkurencji w zapasach w stylu wolnym rozgrywanych podczas Letnich Igrzysk Olimpijskich 1964. Pojedynki w tej kategorii wagowej odbyły się w dniach 11 – 14 października.
Punktacja opierała się na systemie "złych punktów karnych". Zwycięzca otrzymywał zero punktów za wygraną przez "tusz" (łopatki), a jeden punkt za wygraną na punkty. Dwa punkty przyznawano zawodnikom za remis. Za porażkę na punkty zawodnik otrzymywał trzy punkty, a za przegraną na łopatki przyznawano 4 punkty karne. Uzyskanie sześciu lub więcej punktów eliminowało zapaśnika z turnieju. Najlepsza trójka walczyła w rundzie finałowej.

## Klasyfikacja[1]
| Pozycja | Nazwisko              | Kraj              |
| ------- | --------------------- | ----------------- |
| 1       | Yōjirō Uetake         | Japonia           |
| 2       | Hüseyin Akbaş         | Turcja            |
| 3       | Aydın İbrahimov       | ZSRR              |
| 4       | Dave Auble            | Stany Zjednoczone |
| 5       | Choi Yeong-gil        | Korea Południowa  |
| 6       | Bishambar Singh       | Indie             |
| 7       | János Varga           | Węgry             |
| 8       | Muhammad Siraj-Din    | Pakistan          |
| 9       | Abdollah Chodabande   | Iran              |
| 10      | Mładen Georgiew       | Bułgaria          |
| 11      | Moisés López          | Meksyk            |
| 12      | Pekka Alanen          | Finlandia         |
| 13      | Koji Hirabayashi      | Kanada            |
| 14      | Mohammad Daoud Anwary | Afganistan        |
| 14      | Badzryn Süchbaatar    | Mongolia          |
| 16      | Walter Pilling        | Wielka Brytania   |
| 16      | Karl Dodrimont        | Niemcy            |
| 18      | Rubén Leibovich       | Argentyna         |
| 18      | Kevin McGrath         | Australia         |
| 18      | Tortillano Tumasis    | Filipiny          |

## Wyniki

### Pierwsza runda[2]
| Zwycięzca           | Punkty karne | Wynik     | Przegrany             | Punkty karne |
| ------------------- | ------------ | --------- | --------------------- | ------------ |
| János Varga         | 0            | Łopatki   | Tortillano Tumasis    | 4            |
| Choi Yeong-gil      | 0            | Łopatki   | Kevin McGrath         | 4            |
| Muhammad Siraj-Din  | 1            | Na punkty | Walter Pilling        | 3            |
| Yōjirō Uetake       | 0            | Łopatki   | Karl Dodrimont        | 4            |
| Hüseyin Akbaş       | 1            | Na punkty | Mohammad Daoud Anwary | 3            |
| Abdollah Chodabande | 2            | Remis     | Mładen Georgiew       | 2            |
| Bishambar Singh     | 0            | Łopatki   | Rubén Leibovich       | 4            |
| Dave Auble          | 1            | Na punkty | Badzryn Süchbaatar    | 3            |
| Koji Hirabayashi    | 1            | Na punkty | Pekka Alanen          | 3            |
| Aydın İbrahimov     | 1            | Na punkty | Moisés López          | 3            |

### Druga runda[3]
| Zwycięzca           | Punkty karne | Wynik     | Przegrany             | Punkty karne |
| ------------------- | ------------ | --------- | --------------------- | ------------ |
| János Varga         | 0            | Łopatki   | Kevin McGrath         | 8            |
| Choi Yeong-gil      | 0            | Łopatki   | Tortillano Tumasis    | 8            |
| Yōjirō Uetake       | 0            | Łopatki   | Walter Pilling        | 7            |
| Dave Auble          | 1            | Łopatki   | Rubén Leibovich       | 8            |
| Muhammad Siraj-Din  | 2            | Na punkty | Karl Dodrimont        | 7            |
| Aydın İbrahimov     | 2            | Na punkty | Koji Hirabayashi      | 4            |
| Abdollah Chodabande | 3            | Na punkty | Mohammad Daoud Anwary | 6            |
| Hüseyin Akbaş       | 3            | Remis     | Mładen Georgiew       | 4            |
| Bishambar Singh     | 1            | Na punkty | Badzryn Süchbaatar    | 6            |
| Moisés López        | 5            | Remis     | Pekka Alanen          | 5            |

### Trzecia runda[4]
| Zwycięzca       | Punkty karne | Wynik       | Przegrany           | Punkty karne |
| --------------- | ------------ | ----------- | ------------------- | ------------ |
| Choi Yeong-gil  | 1            | Na punkty   | János Varga         | 3            |
| Yōjirō Uetake   | 1            | Na punkty   | Muhammad Siraj-Din  | 5            |
| Hüseyin Akbaş   | 4            | Na punkty   | Abdollah Chodabande | 6            |
| Dave Auble      | 2            | Na punkty   | Mładen Georgiew     | 7            |
| Bishambar Singh | 2            | Na punkty   | Moisés López        | 8            |
| Aydın İbrahimov | 2            | Łopatki     | Pekka Alanen        | 9            |
|                 |              | Wycofał się | Koji Hirabayashi    | -            |

### Czwarta runda[5]
| Zwycięzca       | Punkty karne | Wynik       | Przegrany          | Punkty karne |
| --------------- | ------------ | ----------- | ------------------ | ------------ |
| Yōjirō Uetake   | 2            | Na punkty   | Choi Yeong-gil     | 4            |
| Hüseyin Akbaş   | 4            | Łopatki     | János Varga        | 7            |
| Dave Auble      | 3            | Na punkty   | Bishambar Singh    | 5            |
| Aydın İbrahimov | 2            | Bez walki   |                    |              |
|                 |              | Wycofał się | Muhammad Siraj-Din | -            |

### Piąta runda[6]
| Zwycięzca       | Punkty karne | Wynik     | Przegrany       | Punkty karne |
| --------------- | ------------ | --------- | --------------- | ------------ |
| Aydın İbrahimov | 3            | Na punkty | Choi Yeong-gil  | 7            |
| Yōjirō Uetake   | 2            | Na punkty | Dave Auble      | 6            |
| Hüseyin Akbaş   | 4            | Na punkty | Bishambar Singh | 8            |

### Runda finałowa[7]
| Zwycięzca     | Wynik     | Przegrany       |
| ------------- | --------- | --------------- |
| Yōjirō Uetake | Na punkty | Aydın İbrahimov |
| Hüseyin Akbaş | Na punkty | Aydın İbrahimov |
| Yōjirō Uetake | Na punkty | Hüseyin Akbaş   |